# O. & M. Hausser
O. & M. Hausser var et tysk firma der producerede Elastolin-legetøjsfigurer indtil slutningen af den 2. Verdenskrig. Firmaet producerede figurer til det meste af Europa, således også til Danmark.
I 1910 begyndte virksomheden at producere brætspil og massefigurer, for det meste soldater og andet krigslegetøj. De var lavet af en pulp bestående af savsmuld, kasein, lim og kaolin med trådrammer i blikforme. Først blev massen lagt i blikforme, som derefter blev presset sammen under varme. Efter afgratning blev figurerne malet. Mærkenavnet "Elastolin", som Hausser brugte, blev snart brugt i daglig tale uden for Tyskland som et generisk navn for massefigurer fra andre producenter.
I 1937 flyttede virksomheden sit hovedkvarter fra Ludwigsburg til Neustadt. Hausser beskæftigede op til 1.000 mennesker i Neustadt og var den næststørste arbejdsgiver i byen efter Siemens kabel- og ledningsfabrik. I 1943 måtte legetøjsproduktionen indstilles og blev først genoptaget i 1946/47.

## Efter krigen
Produktionen blev genoptaget i 1946/47 og i 1969 havde Hausser omkring 280 beskæftigede. men i 1983 blev der indgivet konkursbegæring på grund af økonomiske vanskeligheder. Stigende råvarepriser, kunder, der vendte sig væk fra krigslegetøj og konkurrence fra Playmobils mere alsidige produkter bidrog til faldet. Varemærkerettigheder og figurformer blev overtaget af firmaet Paul M. Preiser GmbH fra Steinsfeld ved Rothenburg ob der Tauber som stadig producerer plastikfigurer i en skala på 1:25.